# Nätthult
Nätthult är en bebyggelse i Sätila socken i Marks kommun i Västra Götalands län. SCB avgränsade här från 1995 till 2023 en småort. Vid avgränsningen 2023 klassades området som del av tätorten Ubbhult norra.